# Jean De Hertog
 (avril 2017).
Si vous disposez d'ouvrages ou d'articles de référence ou si vous connaissez des sites web de qualité traitant du thème abordé ici, merci de compléter l'article en donnant les références utiles à sa vérifiabilité et en les liant à la section « Notes et références ».
Jean De Hertog, né le 4 mai 1938  fut un homme politique belge bruxellois flamand, membre de Christen-Democratisch en Vlaams. 

## Fonctions politiques
- Membre du Parlement de la Région de Bruxelles-Capitale :
  - depuis le 15 octobre 1997 jusqu'au 13 juin 1999 en suppléance de Brigitte Grouwels
    - membre du conseil flamand
- Conseiller communal de Bruxelles (1982-2012)
  - Echevin des Affaires flamandes (2007-2012) en remplacement de Steven Vanackere